# Card mở rộng
Trong phần cứng máy tính, card mở rộng (expansion card) (hay còn gọi là bảng mạch mở rộng, bo mạch mở rộng (expansion board)) là một bảng mạch in có thể được gắn vào một đầu nối điện được gọi là khe cắm mở rộng (hay khe cắm bus) trên một bảng mạch chủ để cung cấp thêm chức năng cho máy tính. 
Các card mở rộng cho phép các giao diện và khả năng của một hệ thống máy tính được mở rộng tùy theo công việc cần được xử lý. Ví dụ, một hệ thống thu thập dữ liệu nhiều kênh tốc độ cao không có tác dụng đối với một máy tính cá nhân, nhưng nó lại là một phần cốt lõi của một hế thống sử dụng trong điều khiển tiến trình công nghiệp. 

## Lịch sử

### IBM PC và các hậu duệ
IBM giới thiệu một hệ thống bus cùng với IBM PC vào năm 1981, sau này được gọi là Industry Standard Architecture (ISA). ISA, một hệ thống 8 bit, được mở rộng thành 16 bit vào năm 1984 với IBM AT. Việc mở rộng được thực hiện bằng cách thêm vào một đầu nối thứ hai, cho phép các card mở rộng 8 bit cũ vẫn sử dụng được, giúp ISA đảm bảo được tính tương thích ngược. Người dùng ISA phải có một kiến thức sâu về phần cứng mà họ muốn thêm vào hệ thống, do các địa chỉ bộ nhớ, I/O và DMA phải được cấu hình bằng tay theo các cài đặt trong trình điều khiển (device driver).
ISA được sử dụng trong suốt một thời gian dài, cho đến tận những năm 2000, thi thoảng vẫn bắt gặp các khe cắm ISA trong các bảng mạch chủ máy tính.
Vào năm 1993, Intel giới thiệu chipset PCI cùng với CPU mới nhất của hãng, Pentium. Bản thân PCI xuất hiện vào năm 1991, nhằm thay thế ISA.